# Villa Trissino Marzotto
Villa Trissino da Porto Marzotto è un complesso monumentale italiano situato a Trissino, in provincia di Vicenza, e composto da villa superiore, villa inferiore, monumentali ingressi tardo-barocchi, cedraia o limonaia, fontana ottagonale, cavallerizza e oltre cento statue che abbelliscono il grande parco, dal quale si gode il panorama della valle dell'Agno e della campagna circostante. È strettamente legato alle vicende della famiglia Trissino, antichi feudatari della zona.

## Storia
Sul colle di Trissino fin dall'Alto Medioevo sorgeva una roccaforte e poi un castello, teatro nel XIII secolo delle lotte tra Guelfi e Ghibellini, che nel XV secolo, secondo la moda rinascimentale, venne trasformato in villa di campagna (la cosiddetta villa superiore, in quanto posta sulla sommità del colle). Era questo il cuore dei dominii dell'antica famiglia Trissino che si estendevano per tutta la Valle dell'Agno, nota per diversi secoli come la Valle di Trissino, fino in pianura.
Questa villa, ampliata e ristrutturata un'ultima volta tra il 1718 e il 1722 dall'architetto Francesco Muttoni e, dopo la sua morte, da Girolamo Dal Pozzo, è giunta ai Trissino Baston, proprietari di Palazzo Trissino, attuale sede del Municipio di Vicenza. Il conte Marcantonio Trissino Baston (29 giugno 1673 – 2 giugno 1723), figlio di Leonardo, oltre a ordinare i lavori di sistemazione della villa, nel 1693 fece costruire a Muttoni l'imponente ingresso al giardino e nel 1717 l'ingresso alla villa superiore. L'architetto curò anche la sistemazione dei giardini, da cui si ha una vista verso la vallata dell'Agno. Ancora a Muttoni si deve la costruzione della scuderia, terminata nel 1722.
Il conte Cristoforo Trissino del ramo Riale (2 gennaio 1672 – 1º luglio 1746) commissionò sempre a Francesco Muttoni la villa inferiore, inaugurata nel 1746 insieme al figlio Ottavio, col quale però la linea dei Trissino Riale si estinse, consentendo ai Trissino Baston di riunire così l'intero complesso di nuovo in un'unica proprietà. A fine Settecento e poi ancora nel 1841 la villa inferiore bruciò a causa di un fulmine. Al primo evento la costruzione venne ripristinata, mentre dopo il secondo incendio Alessandro Trissino Baston (11 maggio 1775 – 20 aprile 1851) nel 1843 la fece ristrutturare a mo' di rudere scenografico, secondo la moda romantica del tempo.
Il conte Alessandro e i suoi fratelli non ebbero eredi diretti, così l'intero complesso passò alla sorella minore Francesca, sposa del conte Ignazio Da Porto. I loro discendenti, dopo un periodo di abbandono, cedettero la proprietà nel 1951 a Giannino Marzotto.

## Descrizione

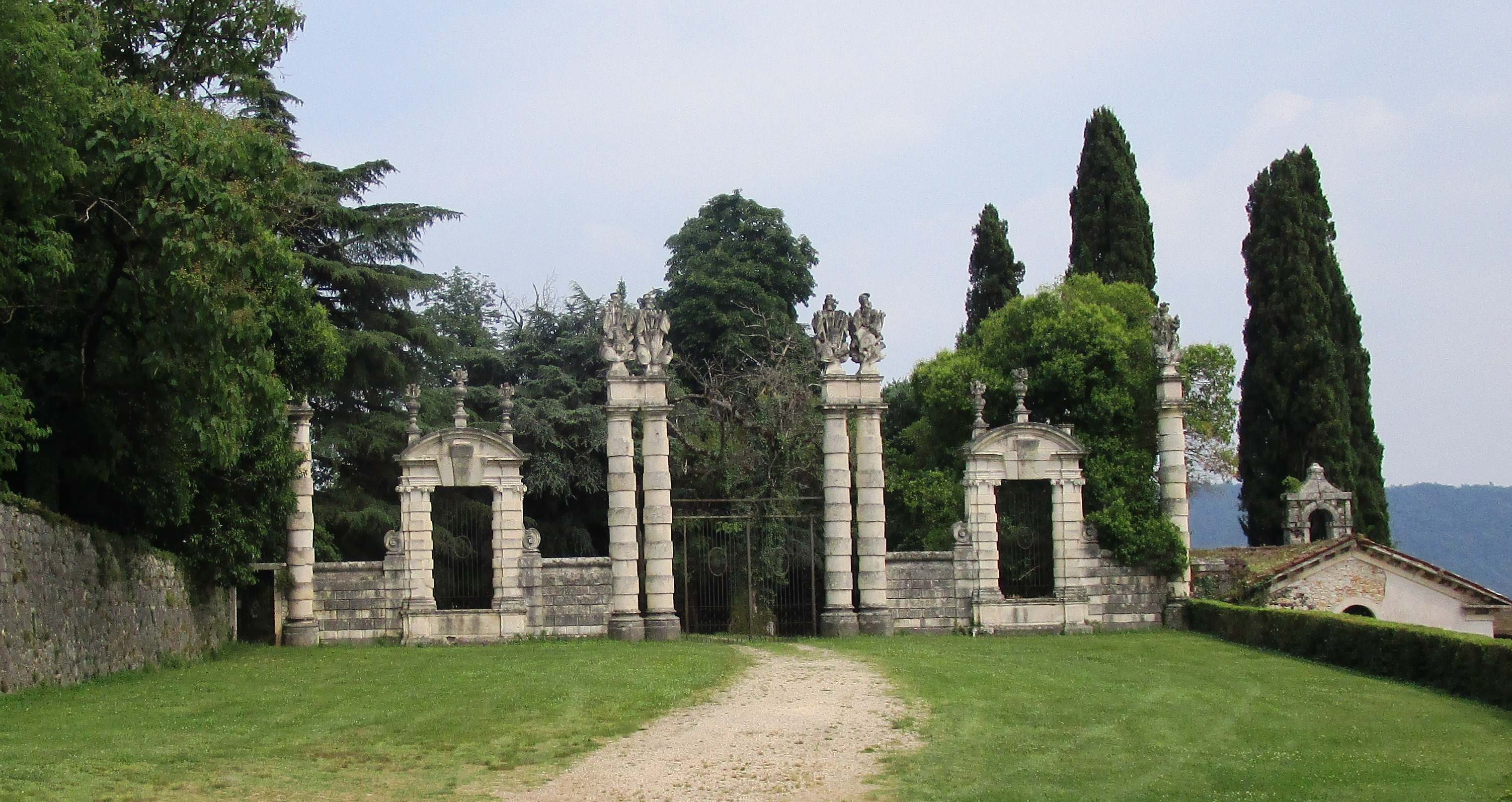
Il maestoso ingresso barocco alla Villa inferiore Trissino

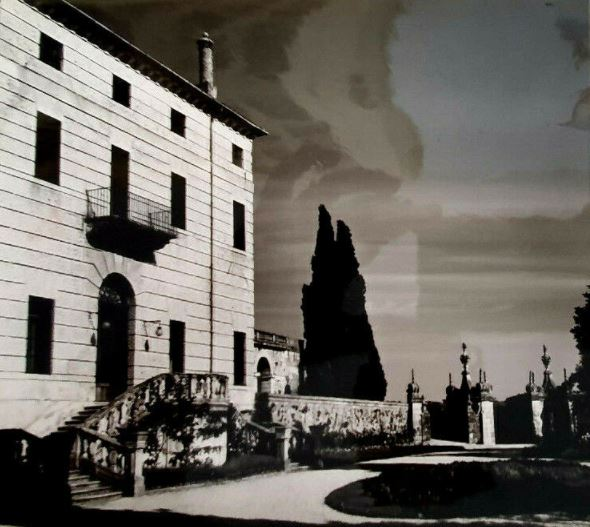
Ingresso alla parte più antica della Villa Superiore Trissino.

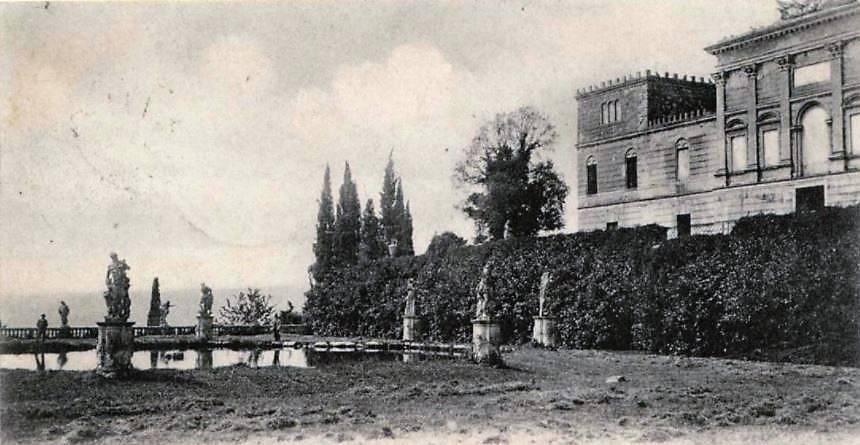
La facciata della Villa Inferiore in una cartolina del 1901.

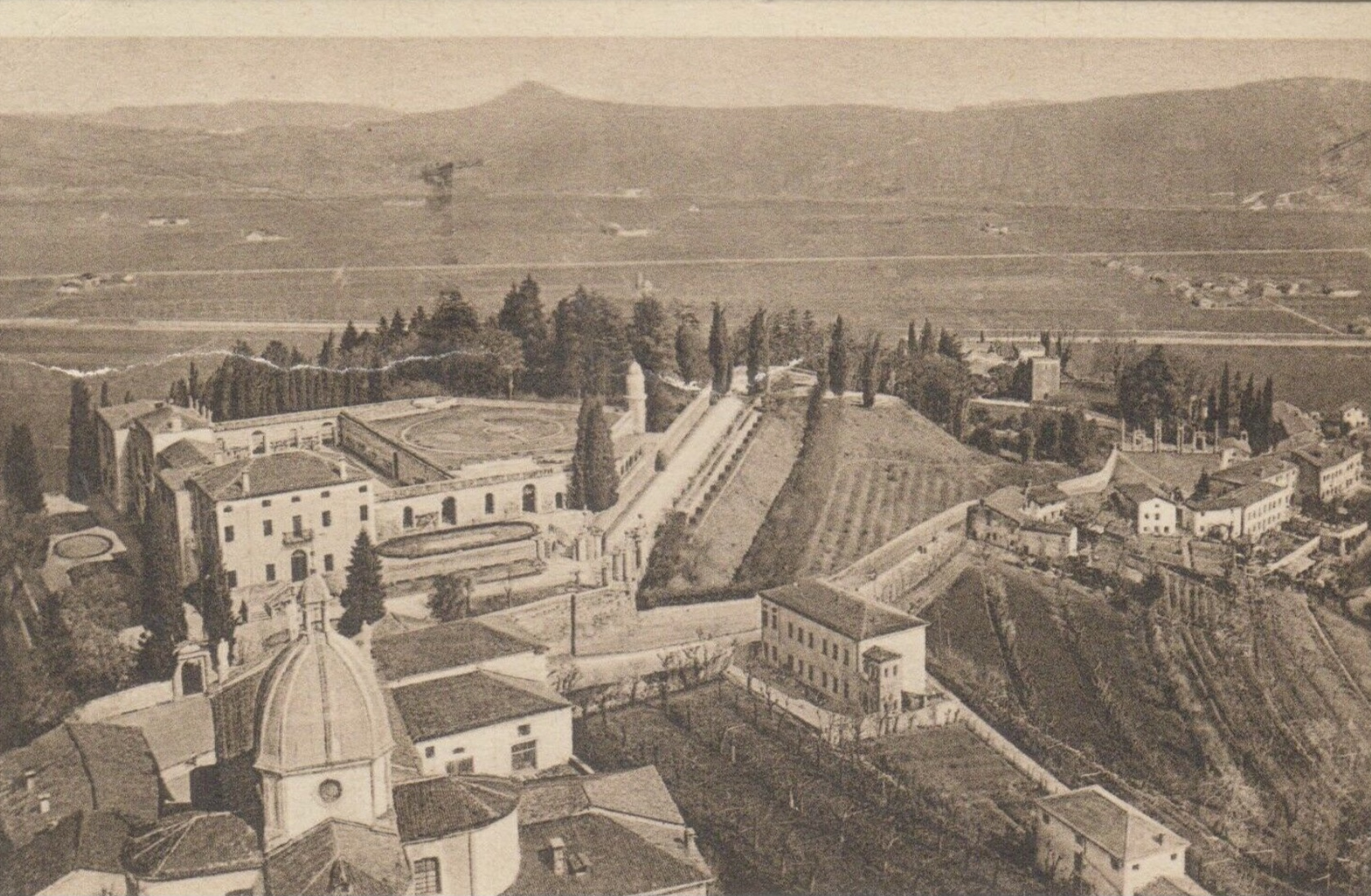
Particolare scatto degli anni Trenta su Trissino realizzato dalla torre campanaria in cui si vedono in primo piano la Chiesa di S. Andrea e da sinistra la parte più antica della Villa Superiore, il volume della Cavallerizza e il viale che conduce alla Villa Inferiore. Sulla destra si possono notare il maestoso ingresso colonnato della Villa inferiore e una delle due torri posticce della Villa inferiore realizzate dopo il suo secondo incendio.

Villa Trissino Marzotto fa parte del percorso delle ville venete ed è ritenuta tra le più belle dimore del Settecento vicentino anche per la felice integrazione tra il costruito e i giardini. Infatti, la sistemazione settecentesca, dovuta all'architetto Francesco Muttoni, si caratterizza soprattutto per la creazione di viali e cammini tracciati ai diversi livelli della collina e di passaggi coperti e scoperti. L'obiettivo era creare dei belvedere, rivolti a diversi punti dell'orizzonte, e giardini pensili con funzione di terrazze panoramiche. Per massimizzare il dialogo tra edifici e natura si è fatto ricorso anche a reminiscenze di forme orientali nel gioco delle figurazioni floreali e nei pinnacoli al sommo dei pilastri, come nel cancello d'ingresso al giardino.
L'arco d'accesso alla villa superiore da piazza Giangiorgio Trissino, risalente al 1593, è caratterizzato da due semicolonne tuscaniche che reggono un timpano sormontato da tre acroterii. Il corpo d'ingresso, ossia la parte più antica della villa, fu rifatto nel 1832 con rivestimento di bugne rustiche in cotto.
All'interno dell'edificio si trova la collezione completa di sei arazzi (il ciclo delle Quattro Stagioni e due scene di vita agreste), realizzati dalla scuola belga di Willem de Pannemaker attorno al 1550 su disegno di Giulio Romano. Importanti sono gli arredi della villa e gli affreschi di Tommaso Porta e di suo figlio Andrea, che adornano un corridoio, il salotto del caminetto rosso e la grande sala centrale.
Alla morte del Muttoni (1747) i lavori proseguirono sotto la guida dell'architetto veronese Girolamo Dal Pozzo che creò il cosiddetto prato verde: un ampio spazio rettangolare aggraziato da nicchie con statue di Orazio Marinali, prospiciente l'ala settecentesca della villa e richiuso dal recinto della cavallerizza. Alla vista, riporta alla memoria le corti interne dei castelli, ma è aperto lateralmente agli adiacenti giardini tramite una sequenza di archi. La cavallerizza è un prato sopraelevato sul quale era possibile fare un breve giro a cavallo; è raggiungibile dal basso attraverso due rampe a chiocciola percorribili dai cavalli e dall'alto attraverso due balconate che partono dal piano nobile della villa.
La villa superiore è circondata da un esteso giardino, nella cui zona più a valle si trova la villa inferiore, fatta costruire nel 1746 e che, dopo l'incendio del 1841 causato da un fulmine, andò in parte distrutta. Due anni più tardi la villa fu ricostruita, sostituendo l'originale frontone triangolare con un trofeo, e furono innalzate quattro torri merlate agli angoli, le quali, insieme alla folta copertura di piante di edera, conferiscono alla villa l'attuale aspetto di rudere di un castello.
Intatte sono rimaste le due grandi scalinate, le terrazze pensili e il vasto terrapieno la cui parte centrale è occupata da una notevole peschiera ottagonale, decorata da una statua a ciascun vertice, tutte raffiguranti divinità mitologiche, ancora opera del Marinali. Degna di nota è anche la doppia gradinata che porta alla sottostante fontana del Nettuno e alla balaustra che si affaccia sul vasto bosco, ricco di grandi querce, tassi, cedri del Libano, pini dell'Himalaya, lecci e gigantesche sequoie secolari.
I cancelli decorati in ferro battuto del portale d'ingresso al giardino sono opera di Girolamo Frigimelica. L'ingresso è composto da due colonne singole alle estremità e da due coppie di colonne binate a inquadrare il cancello al centro; negli intervalli sono collocate due grandi finestre. I fusti delle colonne di ordine tuscanico sono bugnati a fasce alterne e coronati da trofei, mentre le finestre sono sormontate da vasi decorativi.
All'interno del parco, muovendosi dalla villa superiore a scendere verso la villa inferiore, sono disposti vari luoghi decorati da più di cento statue, per lo più a soggetto mitologico, opera della bottega dei  Orazio e Angelo Marinali. S'inizia col viale dei limoni, che dall'edificio padronale conduce al parterre ottagonale coi suoi giardini all'italiana, disegnati da Muttoni. Il viale delle ortensie sfiora l'oliveto e arriva alla villa inferiore; risalendolo verso la villa superiore porta alla cosiddetta camera verde e al belvedere coi suoi roseti.
Fin dai lavori di abbellimento e ristrutturazione del XVIII secolo i proprietari di Villa Trissino attribuirono un ruolo importante all'arte bel bien vivre. Il conte Marcantonio Trissino nel 1717 alla sinistra del cancello d'ingresso fece apporre un'iscrizione benaugurante:
All'inizio del viale dei limoni, sulla destra, è collocata una lapide che saluta il visitatore con questi versi:
Donna o Signore, a così bel soggiorno,

Pria miri il colle e il piano, onde a Natura

Piacque vago teatro alzargli intorno;

D'Arte scorgendo poi l'industre cura,

Che il fece a gara de' suoi pregi adorno,

Liti fra lor non desti, e solo dica:

Quanto qui l'Arte è di Natura amica!»
(Ottava dettata da Domenico Lazzarini e posta da Leonardo Trissino Baston)